# James Hobrecht
James Hobrecht (ur. 31 grudnia 1825 w Memlu, zm. 8 września 1902 w Berlinie) – inżynier niemiecki.
Kształcił się w akademii budownictwa, pracował następnie przy budowie dróg żelaznych, w 1856-1861 opracował plan zabudowania Berlina i jego okolic.
Od 1862 do 1869 jako miejski radca budowlany Szczecina uruchomił w tym mieście pierwsze zakłady wodociągowe i zaprojektował system kanalizacji (realizację projektu przeprowadzono w ostatniej ćwierci XIX wieku). Był też autorem koncepcji rozplanowania ulic śródmieścia Szczecina.
W latach 1875–1894 przeprowadził kanalizację Berlina, 1887 powołany został do Japonii dla oceny projektów wodociągów i kanalizacji miasta Tokio, w 1892 i 1893 w takimże celu do Kairu i Aleksandrii.
Młodszy brat Arthura Johnsona Hobrechta, polityka.
Ogłosił: „Beiträge zur Beurteilung des gegenwärtigen Standes der Kanalisations und Berieselungsfrage” (1883); „Die Kanalisation von Berlin” (2 wyd. 1887) i in.